# Patrouille de choc
Patrouille de choc (Deutsch im übertragenen Sinn: Stoßtrupp, Alternativtitel Patrouille sans espoir = Patrouille ohne Hoffnung) ist der erste französische Spielfilm über den Indochinakrieg. Die Uraufführung erfolgte am 22. Juli 1957. Er wurde aus unbekannten Gründen nicht Deutsch synchronisiert und weder in der  Bundesrepublik Deutschland noch der DDR aufgeführt oder im Fernsehen ausgestrahlt.

## Handlung
Frankreich, Ende der 1940er Jahre. Eine französische Wochenschau zeigt Dokumentarfilmaufnahmen mit Berichten aus aller Welt. Der letzte Beitrag berichtet über den Indochinakrieg. 
Eine Einheit französischer Soldaten unter Führung von Lieutenant Perrin besetzt einen Außenposten. Die indigene Bevölkerung scheint freundlich gesinnt zu sein, die Dorfältesten zeigen sich kooperationsbereit. Der Posten wird ausgebaut und sogar eine Schule errichtet, in der ein Schwarzer den vietnamesischen Kindern Französischunterricht erteilt. Die Verbindung zur vorgesetzten Dienststelle wird durch Funk aufrechterhalten.
Doch der friedliche Schein trügt. Während das normale Dorfleben weitergeht, werden Kampfmesser und Handgranaten versteckt. Dann greifen die Dorfbewohner aus dem Hinterhalt und der reguläre Vietminh offen an. Obwohl sie über Artillerie und Mörser verfügen, müssen sich die Soldaten immer weiter zurückziehen, bis sie in ihrem einem Fort ähnlichen Stützpunkt eingeschlossen sind. Vergeblich funken sie um Entsatz, doch es stehen keine Kräfte zur Verfügung, um sie zu unterstützen. Schließlich kämpfen nur noch eine Handvoll Soldaten gegen den weit überlegenen Gegner, der immer weiter in den Stützpunkt eindringt.

## Produktionsnotizen
Patrouille de choc war zusammen mit Das Halbblut von Saigon (Original La Mort en fraude, Regie Marcel Camus, 1957) einer der wenigen französischen Spielfilme über den Krieg, die in der unmittelbaren Nachkriegszeit produziert wurden. Die Produktion wurde von der französischen Armee unterstützt, die 1956 noch nicht vollständig aus Südvietnam abgezogen war.
Ursprünglich hatte der Regisseur den Titel Patrouille ohne Hoffnung vorgesehen. Doch nach den Dreharbeiten zeichnete sich in Algerien eine neue politische bzw. militärische Lage ab, so dass das Militär auf einem optimistischem Filmtitel und Filmende bestand. Der Film endete in der 1957 veröffentlichten Fassung mit dem Eintreffen von Verstärkungen, die die Eingeschlossenen befreien. 